# Ryan Phillippe
Matthew Ryan Phillippe (/ˈfɪlɪpi/, sinh ngày 10 tháng 9 năm 1974) là một diễn viên người Mỹ. Sau khi xuất hiện trong vở kịch truyền hình One Life to Live, anh đã trở nên nổi tiếng với hàng loạt các phim trong những năm cuối thập niên 1990 bao gồm: I Know What You Did Last Summer, Cruel Intentions, và 54. Trong những năm 2000, anh đã xuất hiện trong nhiều phim như: phim Gosford Park năm 2001 - được đề cử phim hay nhất của giải Oscar, phim Crash bộ phim thắng giải ensemble film trong năm 2005, và bộ phim tâm lý Flags of Our Fathers vào năm 2006. Trong năm 2007, anh đóng phim Breach, một bộ phim phỏng theo câu chuyện có thật của mật vụ FBI Eric O'Neill,. Năm 2008, anh cũng đóng vai chính trong phim chiến tranh Iraq của đạo diễn Kimberly Peirce Stop-Loss. Năm 2010, anh diễn vai Greg Marinovich, nhiếp ảnh gia thắng giải Pulitzer-Prize trong phim The Bang-Bang Club.

## Tiểu sử
Phillippe sinh tại New Castle, Delaware. Mẹ anh - Susan - làm việc tại trung tâm chăm sóc gia đình. Cha anh - Richard Phillippe - làm việc cho hãng DuPont. Dòng họ Phillippe có nguồn gốc từ Pháp di cư sang Mỹ. Anh có ba người chị. Anh từng chơi bóng rổ và bóng đá tại Học viện New Castle Christian. Ngoài ra anh từng đạt được đai đen trong môn Taekwondo, và là biên tập viên của niên giám ở trường trung học.

## Sự nghiệp
Sự nghiệp diễn xuất của Phillippe bắt đầu khi anh xuất hiện trong vở kịch truyền hình One Life to Live của kênh ABC. Vai diễn Billy Douglas kéo dài từ năm 1992 đến năm 1993, đây là vai diễn teen đồng tính đầu tiên trong vở kịch truyền hình. Sau khi rời show này, Phillippe chuyển đến Los Angeles, anh đã đóng một số vai diễn nhỏ trong nhiều phim truyền hình bao gồm: Matlock, The Secrets of Lake Success và các phim điện ảnh như: Crimson Tide (1995) và White Squall (1996).
Năm 1997, Anh đóng vai chính trong phim, I Know What You Did Last Summer, cộng tác cùng Sarah Michelle Gellar, Freddie Prinze, Jr. và Jennifer Love Hewitt. Thành công của phim đưa tên tuổi Phillippe trở nên nổi tiếng và anh đã tham gia nhiều phim ăn khách: 54 (1998) đóng cùng Neve Campbell, Salma Hayek và Mike Myers. Trong năm 1999, anh đóng phim Cruel Intentions, bản phim hiện đại của tiểu thuyết Les Liaisons Dangereuses của nhà văn Choderlos de Laclos, diễn cùng vị hôn thê của anh Reese Witherspoon, cũng như bạn diễn trong phim I Know What You Did Last Summer Sarah Michelle Gellar. Đây là một thành công được dự đoán đối với khán giả tuổi teen, vai diễn gắn chặt khả năng đóng các vai đòi hỏi diễn cảnh nóng của Phillipe. Phillippe cũng xuất hiện trong music video "Comin' Up From Behind" của Marcy Playground, ca khúc đã xuất hiện trong phần soundtrack của phim.
Trong những năm tiếp đó, anh đóng phim tâm lý tội phạm: The Way of the Gun, diễn vai kỹ sư phần mềm nổi tiếng trong phim Antitrust, và phim Gosford Park của Robert Altman, phim được đề cử giải Oscar cho giải phim hay nhất. Sau đó, Phillippe cũng đóng vai phụ trong các phim: Igby Goes Down (2002) và Crash (2005), thắng giải phim hay nhất – giải thưởng Oscar. Trong năm 2003, phim The I Inside công chiếu trên truyền hình cáp.
Năm 2006, Phillippe đóng vai diễn có thực về y tá quân y Navy John Bradley trong phim chiến tranh Flags of Our Fathers, của đạo diễn Clint Eastwood kể về hành trình của lính thủy đánh bộ Mỹ phất cờ ở trận chiến Iwo Jima. Phillippe đã nói rằng bộ phim là sự trải nghiệm tuyệt vời nhất trong sự nghiệp của anh bởi vì nó có ý nghĩa đối với anh, và giúp anh biết hơn về cuộc chiến tranh thế giới thứ 2, cả hai người ông của anh đều từng tham gia chiến đấu trong chiến tranh. Nhà phê bình Richard Roeper đã đánh giá cao diễn xuất của anh trong phim, và cho rằng đây là vai diễn xuất sắc nhất của Phillipe. Vai diễn kế tiếp của anh là mật vụ Eric O'Neill trong phim trinh thám Breach đóng cùng Chris Cooper. Sau đó, anh cũng tham gia diễn xuất trong các phim: Chaos (2006), trong phim anh đóng vai nhân viên cảnh sát, phim Five Fingers, tấm bi kịch ở Maroc, phim về cuộc chiến tranh Iraq của đạo diễn Kimberly Pierce Stop-Loss và phim Franklyn.
Kế đến, Phillippe đóng vai hài Lt. Dixon Piper trong bộ phim không thành công MacGruber, phỏng theo show truyền hình cùng tên Saturday Night Live. Phim được phát hành ở Mỹ và Canada vào ngày 21/5/2010.
Cũng trong năm này, Phillippe đóng phim hợp tác sản xuất giữa Canada và Nam Mỹ The Bang Bang Club, phim kể về câu chuyện có thật của Bang-Bang Club, hình ảnh của bốn nhiếp ảnh gia người Nam Phi là dẫn chứng cho cái kết đẫm máu của chủ nghĩa apartheid. Phillippe đóng vai Pulitzer Prize-nhiếp ảnh gia dành chiến thắng giải thưởng Greg Marinovich. Phim được quay tại Nam Phi, khởi quay vào tháng 3 năm 2009. Phillippe miêu tả quá trình quay phim thực sự cuộc rượt đuổi bắn súng. "Không có tiện nghi gì cả, và tôi thấy thực sự thú vị". Anh cho rằng trải nghiệm này đã ảnh hưởng đến anh, "Chúng tôi quay phim cả ngày ở Soweto, đám tang không bao giờ kết thúc – cái chết diễn ra quá phổ biến ở đây. Trẻ con không có điều kiện sống. Điều đó khiến cho tôi muốn làm từ thiện nhiều hơn tại châu Phi." Một đoạn ngắn của phim đã được trình chiếu tại Liên hoan phim Cannes vào tháng 5 năm 2009, Bộ phim được chiếu tại Liên hoan phim Cannes vào tháng 5 năm 2010. Phim chính thức công chiếu vào tháng 9 năm 2010 tại Liên hoan phim quốc tế Toronto 2010.
Mùa hè năm 2010, Phillippe bắt đầu đóng phim phỏng theo tiểu thuyết tội phạm The Lincoln Lawyer, trong phim anh đóng vai Louis Roulet, một thiếu gia giàu có ở Los Angeles bị buộc tội, tội trạng của anh ta không rõ ràng. Phim cũng có sự tham gia của các ngôi sao khác như: Matthew McConaughey, Marisa Tomei và William H. Macy, công chiếu vào ngày 18 tháng 3 năm 2011, và nhận được sự đánh giá cao của giới phê bình với 82% phiếu bình chọn trên trang Rotten Tomatoes vào cuối tháng 3 năm 2011. Phim kế tiếp của Phillippe là bộ phim hành động về trộm cắp Set Up, quay vào tháng 12 năm 2010 ở Grand Rapids, Michigan. Trong phim còn có sự tham gia của các ngôi sao Bruce Willis, Jenna Dewan và 50 Cent, phim tập trung nói về một nhóm đàn ông trẻ đến từ Detroit đang cố trộm một viên kim cương nhưng thất bại, điều đó khiến họ xung đột với ông chủ. Phim đã được phát hành đĩa DVD vào ngày 20 tháng 9 năm 2011.
Tiếp sau đó, Phillippe đóng phim hài tâm lý Revenge for Jolly!, cùng với Elijah Wood, Kristen Wiig, và Adam Brody, vào mùa hè năm 2011. Phim kể về một người đàn ông cố tìm ra kẻ giết con chó của anh ta, công chiếu tại Liên hoan phim Tribeca 2012. Sau đó, Phillippe lại đóng một phim khác Straight A's, vào tháng 8 năm 2011. Phim quay tại Shreveport, Louisiana, trong phim Phillippe đóng vai một người đàn ông thường ra vào trại cai nghiện trong nhiều năm và nay lại bị ám ảnh bởi hồn ma của mẹ anh, phim cũng có sự tham gia của Anna Paquin và Luke Wilson.
Vào tháng 11 năm 2011, Phillippe tham gia phim truyền hình dài 10 tập Damages. trong vai Channing McClaren, a nhân vật có tính cách tương tự với Julian Assange,, đây là vai diễn đánh dấu sự trợ lại với truyền hình kể từ vai diễn đột phá của anh trong vở kịch truyền hình One Life to Live. Phim được phát sóng từ tháng 7 đến tháng 9 năm 2012.
Sau đó, Phillippe có kế hạch làm đạo diễn cho phim đầu tay Chained, một phim trinh thám, Phillippe đóng vai diễn viên phải nghĩ ra một khung cảnh sáng tạo sau khi anh bị bắt cóc và tra tấn trong khi quay phim ở một thị trấn nhỏ. Không chỉ đạo diễn và đóng vai chính trong phim, Phillippe còn là đồng tác giả kịch bản cùng với Joe Gossett. Sắp tới, Phillippe cũng sẽ đóng một số phim như: Chronicle, của đạo diễn Jay Alaimo với dàn diễn viên bao gồm Phillippe, Justin Long, và John Hawkes trong câu chuyện về hai người bạn nối khố cùng hợp tác buôn bán cần sa, và phim The Stanford Prison Experiment của đạo diễn Christopher McQuarrie, một phim về thuyết tâm lý học vô danh vào năm 1971 experiment.
Phillippe, Breckin Meyer, Seth Green và David E. Siegal cùng điều hành công ty sản xuất Lucid Films. In 2010, Phillippe và Meyer began là những nhà điều hành sản xuất.

## Đời sống cá nhân
Vào năm 1997, Phillippe tham dự một bữa tiệc mừng sinh nhật lần thứ 21 của nữ diễn viên Reese Witherspoon. Khi gặp Witherspoon, Phillippe được thong báo rằng anh phải trải cả đên để trò chuyện với cô ấy, Witherspoon nói với Phillippe rằng, "Em nghĩ rằng anh là món quá sinh nhật của em." Họ bắt đầu hẹn hò và đính hôn vào tháng 12 năm 1998. Một năm sau đó, cặp đôi đóng chung phim Cruel Intentions. Phillippe và Witherspoon kết hôn vào ngày 5 tháng 7 năm 1999, trong một buổi lễ nhỏ tại một đồn điền gần phía bắc Charleston, miền nam bang Carolina, khi Witherspoon đang mang bầu tháng thứ 6.
Vào ngày 9 tháng 9 năm 1999, Phillippe và Witherspoon chào đón cô con gái đầu lòng tên Ava Elizabeth Phillippe, được đặt theo tên của nữ diễn viên Ava Gardner. Con trai họ, Deacon Reese Phillippe, được sinh ra vào ngày 23 tháng 10 năm 2003 và được đặt tên với người bà con xa Pittsburgh Pirates – cầu thủ ném bóng Deacon Phillippe, một vận động viên bóng chày trong thế kỷ thứ 20.
Vào ngày 30 tháng 10 năm 2006, Phillippe và Witherspoon tuyên bố họ quyết định ly thân. Sau hơn 7 năm kết hôn, Witherspoon quyết định ly dị với chồng vào ngày 8 tháng 11 năm 2006, lý do họ đưa ra là không thể hòa hợp. Cô yêu cầu tòa án từ chối nhận kinh phí nuôi con từ phía Phillippe, cũng như muốn giành quyền nuôi dưỡng hai con vào ngày 15 tháng 5 năm 2007 và không nhận bất cứ sự hỗ trợ việc nuôi con của chồng. Cặp đôi chính thức ly dị vào ngày 5 tháng 10 năm 2007. Tòa án tuyên bố hai người chính thức ly hôn vào ngày 13 tháng 7 năm 2008. Phillippe và Witherspoon cùng chia sẻ quyền được nuôi dưỡng hai con.
Phillippe bắt đầu hẹn hò với nữ diễn viên người Úc Abbie Cornish vào năm 2007 sau khi gặp nhau trong phim Stop-Loss. Họ chia tay nhau vào tháng 2 năm 2010.
Sau đó, Phillippe hẹn hò với người mẫu kiêm diễn viên Alexis Knapp vào mùa hè năm 2010, trước khi chia tay vào tháng 9 năm 2010. Sau khi chia tay, Knapp phát hiện ra cô đã mang thai, và cô hạ sinh một cô con gái tên Kailani Merizalde Phillippe Knapp vào ngày 7 tháng 7 năm 2011. Phillippe đã có mặt trong quá trình bé chào đời.
Theo tạp chí People, Phillippe gần đây đang hẹn hò với một sinh viên đại học tên Paulina Slagter.

## Các phim đã đóng

### Điện ảnh
| Năm  | Tên phim                        | Vai                         | Ghi chú   |
| ---- | ------------------------------- | --------------------------- | --------- |
| 1995 | Crimson Tide                    | Seaman Grattam              |           |
| 1996 | White Squall                    | Gil Martin                  |           |
| 1996 | Lifeform                        | Private Ryan                |           |
| 1997 | Nowhere                         | Shad                        |           |
| 1997 | Little Boy Blue                 | Jimmy West                  |           |
| 1997 | I Know What You Did Last Summer | Barry William Cox           |           |
| 1998 | 54                              | Shane O'Shea                |           |
| 1998 | Playing by Heart                | Keenan                      |           |
| 1998 | Homegrown                       | Harlan Dykstra              |           |
| 1999 | Cruel Intentions                | Sebastian Valmont           |           |
| 2000 | The Way of the Gun              | Parker                      | Vai chính |
| 2000 | Company Man                     | Petrov                      |           |
| 2001 | Antitrust                       | Milo Hoffman                |           |
| 2001 | Gosford Park                    | Henry Denton                |           |
| 2002 | Igby Goes Down                  | Oliver "Ollie" Slocumb      |           |
| 2003 | The I Inside                    | Simon Cable                 |           |
| 2004 | Crash                           | Sĩ quan Tommy Hansen        |           |
| 2005 | Chaos                           | Shane Dekker                |           |
| 2006 | Flags of Our Fathers            | John "Doc" Bradley          |           |
| 2006 | Five Fingers                    | Martijn                     |           |
| 2007 | Breach                          | Eric O'Neill                |           |
| 2008 | Stop-Loss                       | SSgt. Brandon King          |           |
| 2009 | Franklyn                        | Jonathan Preest/David Esser |           |
| 2010 | MacGruber                       | Lt. Dixon Piper             |           |
| 2011 | The Bang Bang Club              | Greg Marinovich             |           |
| 2011 | The Lincoln Lawyer              | Louis Roulet                |           |
| 2011 | Setup                           | Vincent                     |           |
| 2013 | Straight A's                    | Scott                       |           |

### Truyền hình
| Năm        | Tên phim                                  | Vai               | Ghi chú                                                    |
| ---------- | ----------------------------------------- | ----------------- | ---------------------------------------------------------- |
| 1992–93    | One Life to Live                          | Billy Douglas     | 13 tập                                                     |
| 1993       | The Secrets of Lake Success               | Stew Atkins       | Loạt phim ngắn                                             |
| 1994       | Matlock                                   | Michael           | Tập 9.03: "The Scandal"                                    |
| 1994       | The Case of the Grimacing Governor        | Robert Fowler     | Television film                                            |
| 1994       | Due South                                 | Del Porter        | Tập 1.11: "The Gift of the Wheelman"                       |
| 1995       | Deadly Invasion: The Killer Bee Nightmare | Tom Redman        | Television film                                            |
| 1996       | Chicago Hope                              | David Holgren     | Tập 2.16: "Women on the Verge"                             |
| 1996       | The Outer Limits                          | Rusty Dobson      | Tập 2.08: "Straight and Narrow"                            |
| 2000       | King of the Hill                          | Wally             | Tập 5.08: "Twas the Nut Before Christmas" (vai lồng tiếng) |
| 2010       | WWE Raw                                   | Lt. Dixon Piper   | 1 tập                                                      |
| 2010       | Nick Swardson's Pretend Time              | Handsome Guy      | Tập 1.01: "Powdered Doughnuts Make Me Go Nuts"             |
| 2012       | Damages                                   | Channing McClaren | Mùa 5                                                      |
| 2012, 2014 | The Eric Andre Show                       | Chính mình        | 2 tập                                                      |

## Giải thưởng
| Năm  | Giải thưởng                         | Hạng mục                                                         | Kết quả   | Ghi chú                         |
| ---- | ----------------------------------- | ---------------------------------------------------------------- | --------- | ------------------------------- |
| 1998 | Blockbuster Entertainment Awards    | Favorite Supporting Actor: Horror                                | Đề cử     | I Know What You Did Last Summer |
| 1999 | Golden Raspberry Awards             | Worst Actor                                                      | Đề cử     | 54                              |
| 1999 | Teen Choice Awards                  | Film – Choice Actor                                              | Đề cử     | Cruel Intentions                |
| 1999 | Teen Choice Awards                  | Film – Sexiest Love Scene (Shared with Reese Witherspoon)        | Đề cử     | Cruel Intentions                |
| 2000 | Golden Slate (Hungary)              | Best Actor in a Leading Role                                     | Đề cử     | 54                              |
| 2000 | MTV Movie Awards                    | Best Male Performance                                            | Đề cử     | Cruel Intentions                |
| 2001 | Teen Choice Awards                  | Film – Choice Actor                                              | Đề cử     | Antitrust                       |
| 2002 | Critics Choice Awards               | Best Acting Ensemble                                             | Đoạt giải | Gosford Park                    |
| 2002 | Florida Film Critics Circle Awards  | Best Ensemble Cast                                               | Đoạt giải | Gosford Park                    |
| 2002 | Online Film Critics Society Awards  | Best Ensemble                                                    | Đoạt giải | Gosford Park                    |
| 2002 | Phoenix Film Critics Society Awards | Best Acting Ensemble                                             | Đề cử     | Gosford Park                    |
| 2002 | Satellite Awards                    | Outstanding Motion Picture Ensemble                              | Đoạt giải | Gosford Park                    |
| 2002 | Screen Actors Guild Awards          | Outstanding Performance by a Cast of a Theatrical Motion Picture | Đoạt giải | Gosford Park                    |
| 2005 | Gotham Awards                       | Best Ensemble Cast                                               | Đề cử     | Crash                           |
| 2006 | Black Reel Awards                   | Best Ensemble                                                    | Đoạt giải | Crash                           |
| 2006 | Screen Actors Guild Awards          | Outstanding Performance by a Cast in a Motion Picture            | Đoạt giải | Crash                           |
| 2008 | Teen Choice Awards                  | Choice Movie Actor: Drama                                        | Đề cử     | Stop-Loss                       |
| 2009 | Prism Awards                        | Performance in a Feature Film                                    | Đề cử     | Stop-Loss                       |